# Abderrahmane Abdelli
Abderrahmane Abdelli (nacido el 2 de abril de 1958) es un autor, compositor, y cantautor bereber conocido por la mezcla de la música tradicional de su país natal del Norte de África con sonidos modernos.

## Biografía
Abdelli nació en Mechta Behalil, una aldea en la Gran Cabilia, Argelia, durante la guerra de Independencia de Argelia. Su familia fue desplazada por el bombardeo de su pueblo, Kennour, parte de la provincia de Tizi Ouzou, por la fuerza aérea francesesa. Después de la guerra, su familia se estableció en la ciudad costera de Dellys. Cuando era niño, Abdelli, construyó su primera guitarra con una lata de aceite vacía, un tablón de madera y una línea de pesca. Después de aprender a tocar la guitarra, fue introducido al mandol por el maestro Chaâbi, Chaïd Moh-Esguir.
Abdelli hizo su debut musical en Dellys, Cabilia, durante el festival de la Independencia de Argelia de 1974. Ganó varios concursos en Argelia para cantantes aficionados. Abdelli, produjo su primer álbum en 1984, pero no obtuvo mucho éxito. Dos años más tarde, lanzó un álbum que vendió 12,000 copias, pero nunca recibió el pago de su compañía discográfica. Produjo un par de álbumes en Argelia, pero se mudó a Bélgica en el año 1984. Fue allí donde "conoció al productor Thierry Van Roy, que estaba tan fascinado con su música que pasó dos años explorando las raíces de la  música tradicional de los Beréberes en la Universidad de Argel." Desde 1986 estableció su hogar en Bruselas, Bélgica.
Sus álbumes más populares son New Moon y Among Brothers Se ha presentado en los festivales más importantes de Europa, incluyendo el WOMAD y el concierto 0110 en Gante. Además de Europa, ha estado de gira en Inglaterra, Estados Unidos y Canadá.

## Influencias
Su música refleja una pesada influencia argelina. Como fue indicado por el World Music Central:

Las letras de Abdelli expresan fuertes y poéticas imágenes de su cultura, la cual se encuentra amenazada por todos lados. Se expresa esencialmente a través de símbolos que son parte de su cultura tradicional. Él intenta dar a conocer la antigua cultura Bereber que, por su tolerancia y apertura, es un ejemplo a seguir en nuestro mundo atribulado.

Abdelli ha colaborado con músicos de Europa y América del Sur, a menudo con la incorporación de instrumentos como el cajón (Perú), el tormento, la quena (Chile), y la bandura (Ucrania).

## Discografía
- New Moon (1995)
- Au-delà de Gibraltar (2000)
- Among Brothers (2003)
- Destiny (2011)

## Banda
Los miembros de su banda son:
- Roberto Lagos (charango, guitarra, bombo)
- Dijo Mohammed (ney)
- Jazouli Azzedine (darbuka, tar, bendir)
- Luis Ivan Leiva Alguinta (percusión latina)
- Abdelmajid Makrai Lamarti (violín)
- Thierry Van Roy (teclados)